# Валдајски национални парк
Валдајски национални парк (рус. Валдайский национальный парк) заштићено је природно подручје са статусом националног парка на северозападу европског дела Руске Федерације. Парк је основан 17. маја 1990. као јединствен језерско-шумски комплекс у северозападном делу Валдајског побрђа. Подручје парка обухвата територију површине 1.585 км² на југоистоку и југу Новгородске области, на подручјима Валдајског, Окуловског и Демјанског рејона. У границама парка се парка око 200 језера од којих њих 56 има површину већу од 20 хекатара, а најважнија су Валдајско, Вељо и Ужин, те северни део језера Селигер. У централним деловима парка налази се град Валдај. Припада сливовима река Поле, Мсте, Валдајке и Поломета.
Од 2004. Валдајски национални парк налази се на Унесковој листи резервата биосфере. Популарна је туристичка дестинација у том делу Русије.

## Живи свет
Око 1.362 км² или око 86% парковске територије обухватају шумска пространства, језера чине 9,2%, а мочваре око 2,1%. У структури шума најзаступљенија је бреза (Betula pendula и Betula pubescens) од листиопадних, те Alnus incana, Picea abies и бели бор од четинарских врста. У најсевернијим деловима парка налазе се подручја са изразито храстовим шумама (чине тек 0,1% шума у парку).
У парку живи око 50 врста сисара, 180 врста птица и око 40 врста риба. Од крупних сисара највише има лосова, дивљих свиња, мрких медведа и вукова.